# Sclerorhynchoidei
Sclerorhynchoidei è un sottordine estinto di pesci cartilaginei appartenente ai Rajiformes, che presentava un lungo rostro armato di grandi scaglie placoidi, simili a quelle di pesci sega (Pristidae) e squali sega (Pristiophoridae). Questa caratteristica si è evoluta in modo convergente in più gruppi, un fenomeno recentemente definito "pristificazione". I loro parenti più stretti viventi sono le razze (Rajidae)
Sebbene siano comunemente chiamati "pesci sega", il termine più accurato proposto per gli Sclerorhynchoidei è sawskate ("razza sega"), terminologia adottata da altri studi successivi.

## Descrizione
Questi animali possedevano un aspetto molto simile a quello degli attuali pesci sega: il corpo era generalmente piatto e allungato, ed era presente un rostro lunghissimo munito di numerose strutture simili a denti. Questi "denti", al contrario di quelli dei pesci sega, erano attaccati al rostro tramite tessuto connettivo, e non erano posizionati in appositi alveoli. Le pinne pettorali erano larghe e piatte, mentre quella caudale, almeno in alcune forme, ricordava quella degli squali; in altre forme, invece, la coda terminava in una sorta di frusta sottile. Le dimensioni degli sclerorincoidi variavano dal metro scarso di lunghezza (ad esempio Libanopristis) ai 9 metri (Onchopristis).

## Classificazione
Il sottordine comprende cinque famiglie riconosciute: Ganopristidae, Ischyrhizidae, Onchopristidae, Ptychotrygonidae e Schizorhizidae. Alcuni generi non sono ancora stati assegnati a nessuna famiglia.
Gli Sclerorhynchoidei compaiono nel record fossile a partire dal Barremiano (circa 129 milioni di anni fa) e si estinguono alla fine del Cretaceo (66 milioni di anni fa), durante l'evento di estinzione di massa del Cretaceo-Paleogene.

### Filogenesi
Il seguente cladogramma si basa sugli studi di Villalobos-Segura et al. (2021b) per la topologia e su Greenfield (2021) per la classificazione delle famiglie:
| Ischyrhizidae  | Ischyrhiza   |
|                | Ischyrhiza   |
| Onchopristidae | Onchopristis |
|                | Onchopristis |

|  | Asflapristis |
|  |              |
|  | Ptychotrygon |
|  |              |

|  | Libanopristis  |
|  |                |
|  | Micropristis   |
|  |                |
|  | Sclerorhynchus |
|  |                |

|  | Asflapristis |
|  |              |
|  | Ptychotrygon |
|  |              |

|  | Libanopristis  |
|  |                |
|  | Micropristis   |
|  |                |
|  | Sclerorhynchus |
|  |                |

| Ischyrhizidae  | Ischyrhiza   |
|                | Ischyrhiza   |
| Onchopristidae | Onchopristis |
|                | Onchopristis |

|  | Asflapristis |
|  |              |
|  | Ptychotrygon |
|  |              |

|  | Libanopristis  |
|  |                |
|  | Micropristis   |
|  |                |
|  | Sclerorhynchus |
|  |                |

|  | Asflapristis |
|  |              |
|  | Ptychotrygon |
|  |              |

|  | Libanopristis  |
|  |                |
|  | Micropristis   |
|  |                |
|  | Sclerorhynchus |
|  |                |

| Ischyrhizidae  | Ischyrhiza   |
|                | Ischyrhiza   |
| Onchopristidae | Onchopristis |
|                | Onchopristis |

|  | Asflapristis |
|  |              |
|  | Ptychotrygon |
|  |              |

|  | Libanopristis  |
|  |                |
|  | Micropristis   |
|  |                |
|  | Sclerorhynchus |
|  |                |

|  | Asflapristis |
|  |              |
|  | Ptychotrygon |
|  |              |

|  | Libanopristis  |
|  |                |
|  | Micropristis   |
|  |                |
|  | Sclerorhynchus |
|  |                |

| Ischyrhizidae  | Ischyrhiza   |
|                | Ischyrhiza   |
| Onchopristidae | Onchopristis |
|                | Onchopristis |

|  | Asflapristis |
|  |              |
|  | Ptychotrygon |
|  |              |

|  | Libanopristis  |
|  |                |
|  | Micropristis   |
|  |                |
|  | Sclerorhynchus |
|  |                |

|  | Asflapristis |
|  |              |
|  | Ptychotrygon |
|  |              |

|  | Libanopristis  |
|  |                |
|  | Micropristis   |
|  |                |
|  | Sclerorhynchus |
|  |                |

| Ischyrhizidae  | Ischyrhiza   |
|                | Ischyrhiza   |
| Onchopristidae | Onchopristis |
|                | Onchopristis |

|  | Asflapristis |
|  |              |
|  | Ptychotrygon |
|  |              |

|  | Libanopristis  |
|  |                |
|  | Micropristis   |
|  |                |
|  | Sclerorhynchus |
|  |                |

|  | Asflapristis |
|  |              |
|  | Ptychotrygon |
|  |              |

|  | Libanopristis  |
|  |                |
|  | Micropristis   |
|  |                |
|  | Sclerorhynchus |
|  |                |

| Ischyrhizidae  | Ischyrhiza   |
|                | Ischyrhiza   |
| Onchopristidae | Onchopristis |
|                | Onchopristis |

|  | Asflapristis |
|  |              |
|  | Ptychotrygon |
|  |              |

|  | Libanopristis  |
|  |                |
|  | Micropristis   |
|  |                |
|  | Sclerorhynchus |
|  |                |

|  | Asflapristis |
|  |              |
|  | Ptychotrygon |
|  |              |

|  | Libanopristis  |
|  |                |
|  | Micropristis   |
|  |                |
|  | Sclerorhynchus |
|  |                |

| Ischyrhizidae  | Ischyrhiza   |
|                | Ischyrhiza   |
| Onchopristidae | Onchopristis |
|                | Onchopristis |

|  | Asflapristis |
|  |              |
|  | Ptychotrygon |
|  |              |

|  | Libanopristis  |
|  |                |
|  | Micropristis   |
|  |                |
|  | Sclerorhynchus |
|  |                |

|  | Asflapristis |
|  |              |
|  | Ptychotrygon |
|  |              |

|  | Libanopristis  |
|  |                |
|  | Micropristis   |
|  |                |
|  | Sclerorhynchus |
|  |                |

| Ischyrhizidae  | Ischyrhiza   |
|                | Ischyrhiza   |
| Onchopristidae | Onchopristis |
|                | Onchopristis |

|  | Asflapristis |
|  |              |
|  | Ptychotrygon |
|  |              |

|  | Libanopristis  |
|  |                |
|  | Micropristis   |
|  |                |
|  | Sclerorhynchus |
|  |                |

|  | Asflapristis |
|  |              |
|  | Ptychotrygon |
|  |              |

|  | Libanopristis  |
|  |                |
|  | Micropristis   |
|  |                |
|  | Sclerorhynchus |
|  |                |

Oltre a quelli assegnati alle famiglie principali, si conoscono anche altri generi:
- †Agaleorhynchus
- †Ankistrorhynchus
- †Atlanticopristis
- †Australopristis
- †Baharipristis
- †Biropristis
- †Borodinopristis
- †Celtipristis
- †Columbusia
- †Ctenopristis
- †Dalpiazia
- †Iberotrygon
- †Kiestus
- †Marckgrafia
- †Onchosaurus
- †Plicatopristis
- †Pucapristis
- †Renpetia
- †Sao Khua sclerorhynchoid

## Paleobiologia
Un esemplare fossile di Libanopristis rinvenuto in Libano, contenente nove embrioni preservati in situ, fornisce una rara evidenza fossile dell'ovoviviparità nei batoidi.